# Joseph Mullen
Pour les articles homonymes, voir Mullen.
Temple de la renommée : 2000
Temple de la renommée américain : 1998
Joseph Mullen, dit Joe Mullen, (né le 26 février 1957 à New York aux États-Unis) est un joueur américain de hockey sur glace qui a joué dix-sept saisons dans la Ligue nationale de hockey. Il est actuellement entraîneur adjoint de John Stevens pour les Flyers de Philadelphie dans la LNH. Il a un fils Patrick qui joue également au hockey pour l’Université de Denver.
Il fait partie du petit cercle des joueurs avec plus de 500 buts, ainsi que de celui de ceux avec plus de 1 000 points.

## Carrière professionnelle
Les frères Mullen (Joe et Brian) ont grandi dans « Hell's Kitchen » (« la cuisine de l’enfer ») un quartier de New York et ont pratiqué dès leur plus jeune âge le roller hockey dans les rues de la ville.
Il joue pendant quelque temps en tant qu’amateur et remporte même une saison universitaire avec le Collège de Boston mais après que son père tombe malade, Joe se rend compte qu’il doit supporter financièrement sa famille et qu’il est temps qu’il devienne professionnel. Ainsi, il s’inscrit pour le repêchage de la Ligue nationale de hockey mais aucune équipe ne prend le risque de le choisir en raison de sa petite taille. Finalement les Blues de Saint-Louis prennent le risque de le faire signer en tant qu’agent libre en 1981.
Au cours des seize saisons qui suivent, il va inscrire plus de 500 buts et plus de 1 000 points en un peu plus de 1 000 matchs. De plus, il gagne trois Coupes Stanley, une avec les Flames de Calgary en 1989 et deux avec les Penguins de Pittsburgh, une Coupe du monde de Hockey avec l’équipe nationale américaine en 1996 ainsi qu'une sélection dans l’équipe des meilleurs joueurs de la LNH. De plus, il est admis au Temple de la renommée du hockey américain en 1998 ainsi qu’au Temple de la renommée du hockey en 2000. Au moment de prendre sa retraite, il est le meilleur pointeur américain de l’histoire de la LNH, ainsi que le premier joueur américain à dépasser la barre symbolique des 500 buts et de 1 000 points en carrière.
Mullen continue alors son chemin dans le monde du hockey en devenant pendant quelque temps l’entraîneur adjoint des Penguins avant d’être nommé entraîneur général des Penguins de Wilkes-Barre/Scranton le 20 décembre 2005.
En août 2006, il est remplacé dans ses fonctions par Todd Richards.

### Trophées et honneurs personnels
- 1987 - trophée Lady Byng
- 1989 - trophée Lady Byng
- 1990 - A joué le Match des étoiles de la LNH
- 1995 - trophée Lester-Patrick
- 2000 – admission au Temple de la renommée du hockey
- 502 buts. Mullen a inscrit le 500e but de sa carrière contre Patrick Roy à Denver au Colorado au cours d’un match contre l'Avalanche du Colorado en 1997.

## Statistiques
Pour les significations des abréviations, voir Statistiques du hockey sur glace.
| Saison     | Équipe                     | Ligue         |       | Saison régulière | Saison régulière | Saison régulière | Saison régulière | Saison régulière |    | Séries éliminatoires | Séries éliminatoires | Séries éliminatoires | Séries éliminatoires | Séries éliminatoires |
| Saison     | Équipe                     | Ligue         | PJ    | B                | A                | Pts              | Pun              | PJ               | B  | A                    | Pts                  | Pun                  |                      |                      |
| 1971-1972  | New York 14th Precinct     | NYJHL[Quoi ?] | 30    | 13               | 11               | 24               | 2                | -                | -  | -                    | -                    | -                    |                      |                      |
| 1972-1973  | New York Westsiders        | NYJHL         | 40    | 14               | 28               | 42               | 8                | -                | -  | -                    | -                    | -                    |                      |                      |
| 1973-1974  | New York Westsiders        | NYJHL         | 42    | 71               | 49               | 120              | 41               | 7                | 9  | 9                    | 18                   | 0                    |                      |                      |
| 1974-1975  | New York Westsiders        | NYJHL         | 40    | 110              | 72               | 182              | 20               | 13               | 24 | 13                   | 37                   | 2                    |                      |                      |
| 1975-1976  | Eagles de Boston College   | ECAC          | 24    | 16               | 18               | 34               | 4                | -                | -  | -                    | -                    | -                    |                      |                      |
| 1976-1977  | Eagles de Boston College   | ECAC          | 28    | 28               | 26               | 54               | 8                | -                | -  | -                    | -                    | -                    |                      |                      |
| 1977-1978  | Eagles de Boston College   | ECAC          | 34    | 34               | 34               | 68               | 12               | -                | -  | -                    | -                    | -                    |                      |                      |
| 1978-1979  | Eagles de Boston College   | ECAC          | 25    | 32               | 24               | 56               | 8                | -                | -  | -                    | -                    | -                    |                      |                      |
| 1979-1980  | Golden Eagles de Salt Lake | LCH           | 75    | 40               | 32               | 72               | 21               | 13               | 9  | 11                   | 20                   | 0                    |                      |                      |
| 1979-1980  | Blues de Saint-Louis       | LNH           | -     | -                | -                | -                | -                | 1                | 0  | 0                    | 0                    | 0                    |                      |                      |
| 1980-1981  | Golden Eagles de Salt Lake | LCH           | 80    | 59               | 58               | 117              | 8                | 17               | 11 | 9                    | 20                   | 0                    |                      |                      |
| 1981-1982  | Blues de Saint-Louis       | LNH           | 45    | 25               | 34               | 59               | 4                | 10               | 7  | 11                   | 18                   | 4                    |                      |                      |
| 1981-1982  | Golden Eagles de Salt Lake | LCH           | 27    | 21               | 27               | 48               | 12               | -                | -  | -                    | -                    | -                    |                      |                      |
| 1982-1983  | Blues de Saint-Louis       | LNH           | 49    | 17               | 30               | 47               | 6                | -                | -  | -                    | -                    | -                    |                      |                      |
| 1983-1984  | Blues de Saint-Louis       | LNH           | 80    | 41               | 44               | 85               | 19               | 6                | 2  | 0                    | 2                    | 0                    |                      |                      |
| 1984-1985  | Blues de Saint-Louis       | LNH           | 79    | 40               | 52               | 92               | 6                | 3                | 0  | 0                    | 0                    | 0                    |                      |                      |
| 1985-1986  | Blues de Saint-Louis       | LNH           | 48    | 28               | 24               | 52               | 10               | -                | -  | -                    | -                    | -                    |                      |                      |
| 1985-1986  | Flames de Calgary          | LNH           | 29    | 16               | 22               | 38               | 11               | 21               | 12 | 7                    | 19                   | 4                    |                      |                      |
| 1986-1987  | Flames de Calgary          | LNH           | 79    | 47               | 40               | 87               | 14               | 6                | 2  | 1                    | 3                    | 0                    |                      |                      |
| 1987-1988  | Flames de Calgary          | LNH           | 80    | 40               | 44               | 84               | 30               | 7                | 2  | 4                    | 6                    | 10                   |                      |                      |
| 1988-1989  | Flames de Calgary          | LNH           | 79    | 51               | 59               | 110              | 16               | 21               | 16 | 8                    | 24                   | 4                    |                      |                      |
| 1989-1990  | Flames de Calgary          | LNH           | 78    | 36               | 33               | 69               | 24               | 6                | 3  | 0                    | 3                    | 0                    |                      |                      |
| 1990-1991  | Penguins de Pittsburgh     | LNH           | 47    | 17               | 22               | 39               | 6                | 22               | 8  | 9                    | 17                   | 4                    |                      |                      |
| 1991-1992  | Penguins de Pittsburgh     | LNH           | 77    | 42               | 45               | 87               | 30               | 9                | 3  | 1                    | 4                    | 4                    |                      |                      |
| 1992-1993  | Penguins de Pittsburgh     | LNH           | 72    | 33               | 37               | 70               | 14               | 12               | 4  | 2                    | 6                    | 6                    |                      |                      |
| 1993-1994  | Penguins de Pittsburgh     | LNH           | 84    | 38               | 32               | 70               | 41               | 6                | 1  | 0                    | 1                    | 2                    |                      |                      |
| 1994-1995  | Penguins de Pittsburgh     | LNH           | 45    | 16               | 21               | 37               | 6                | 12               | 0  | 3                    | 3                    | 4                    |                      |                      |
| 1995-1996  | Bruins de Boston           | LNH           | 37    | 8                | 7                | 15               | 0                | -                | -  | -                    | -                    | -                    |                      |                      |
| 1996-1997  | Penguins de Pittsburgh     | LNH           | 54    | 7                | 15               | 22               | 4                | 1                | 0  | 0                    | 0                    | 0                    |                      |                      |
| Totaux LNH | Totaux LNH                 | Totaux LNH    | 1 062 | 502              | 561              | 1 063            | 241              | 143              | 60 | 46                   | 106                  | 42                   |                      |                      |